# Daniel Chodowiecki
Daniel Niklaus Chodowiecki (Danzica, 16 ottobre 1726 – Berlino, 7 febbraio 1801) è stato un pittore e incisore tedesco di origini ugonotte, direttore dell'Accademia delle arti di Berlino.